# Janita fimbriata
Janita fimbriata är en ringmaskart som först beskrevs av Delle Chiaje 1822.  I den svenska databasen Dyntaxa används istället namnet Omphalopomopsis fimbriata. Enligt Catalogue of Life ingår Janita fimbriata i släktet Janita och familjen Serpulidae, men enligt Dyntaxa är tillhörigheten istället släktet Omphalopomopsis och familjen Serpulidae. Arten har ej påträffats i Sverige. Inga underarter finns listade i Catalogue of Life.